# Xi'ao
Xi'ao är en köping i sydöstra Kina. Den ligger i Longchuan härad i staden Heyuan i provinsen Guangdong, omkring 270 kilometer nordost om provinshuvudstaden Guangzhou. Antalet invånare är 13 885. Befolkningen består av 7 002 kvinnor och 6 883 män. Barn under 15 år utgör 28,0 %, vuxna 15-64 år 59 %, och äldre över 65 år 12,0 %.